# Pusztabodok
Pusztabodok (szlovákul Bodok) Felsőbodok településrésze, egykor önálló falu Szlovákiában, a Nyitrai kerület Nagytapolcsányi járásában.

## Fekvése
Nagytapolcsánytól 11 km-re délnyugatra fekszik.

## Története
A trianoni békeszerződésig Nyitra vármegye Nagytapolcsányi járásához tartozott.

## Népessége
2001-ben Felsőbodok 1656 lakosából 1627 szlovák volt.